# Oustylouh
Oustylouh (en ukrainien : Устилуг) ou Oustiloug (en russe : Устилуг ; en polonais : Uściług) est une petite ville de l'oblast de Volhynie, en Ukraine. Sa population s'élevait à 2 060 habitants en 2022.

## Géographie
Le territoire de la ville d'Oustylouh est bordé à l'ouest par la rivière Boug, marquant ici comme sur une longue partie de son cours la frontière entre la Pologne et l'Ukraine. Au sud-ouest de la localité, un poste-frontière est aménagé à l'extrémité de la route nationale ukrainienne 22 (uk) traversant la ville, sur un axe qui se prolonge par la route nationale polonaise 74 (pl) ; ce poste est un point de contact entre l'espace Schengen et l'Ukraine. La localité est bordée au nord par la rivière Louha, un affluent de la Boug.
Oustylouh est à 12 km à l'ouest de Volodymyr, à 84 km à l'ouest de Loutsk et à 452 km à l'ouest de Kiev.

## Histoire
Fondée en 1150, Oustylouh change plusieurs fois de nom : Oustylohov (Устилогов) en 1545, Oustylouh (Усчилуг) en 1576 et Roujiiampol' (Ружиямполь) en 1765. Elle a le statut de ville depuis 1940.

## Population
Recensements (*) ou estimations de la population :
| 1959* | 1970* | 1979* | 1989* | 2001* | 2011  |
| ----- | ----- | ----- | ----- | ----- | ----- |
| 3 866 | 1 596 | 2 080 | 2 404 | 2 283 | 2 205 |

| 2012  | 2013  | 2014  | 2015  | 2016  | 2017  |
| ----- | ----- | ----- | ----- | ----- | ----- |
| 2 204 | 2 214 | 2 218 | 2 200 | 2 206 | 2 205 |

| 2018  | 2019  | 2020  | 2021  | 2022  | - |
| ----- | ----- | ----- | ----- | ----- | - |
| 2 176 | 2 108 | 2 096 | 2 082 | 2 060 | - |

## Personnalité
- Igor Stravinsky avait une propriété à Oustylouh, où il effectua de fréquents séjours entre 1890 et 1914. La maison de maître a été transformée en musée.